# ليستر بيلتير
ليستر ستيفان بيلتير (بالإنجليزية: Lester Peltier)‏ (13 سبتمبر 1988 بترينيداد وتوباغو - ) هو لاعب كرة قدم ترينيدادي في مركز الهجوم .
لعب سابقاً في نادي المجزل ونادي العروبة ونادي التقدم .

## روابط خارجية
- ليستر بيلتير على موقع قاعدة بيانات كرة القدم.إي يو (الإنجليزية)
- ليستر بيلتير على موقع ناشيونال فوتبول تيمز (الإنجليزية)
- ليستر بيلتير على موقع Soccerway.com (الإنجليزية)
- ليستر بيلتير على موقع AS.com (الإسبانية)